# Дворцы (Курганская область)
Дворцы — деревня в Шатровском районе Курганской области.

## История
До 1917 года в составе Шатровской волости Ялуторовского уезда Тобольской губернии. По данным на 1926 год состояла из 328 хозяйств. В административном отношении являлась центром Дворецкого сельсовета Шатровского района Тюменского округа Уральской области.

## Население
| 1989 | 2002 | 2010 |
| ---- | ---- | ---- |
| 389  | ↘256 | ↘184 |

По данным переписи 1926 года в деревне проживало 1458 человек (658 мужчин и 800 женщин), в том числе: русские составляли 100 % населения.